# Centonización
En música, se llama centonización (del Latín cento o remiendo) a una técnica de composición de melodías o piezas a partir de material melódico ya existente. Una pieza creada mediante centonización se conoce como "centonato".
El concepto de centonizacion se tomó de la teoría literaria y fue aplicado por primera vez al canto gregoriano en 1934 por Dom Paolo Ferretti.
La centonización es una técnica muy antigua y extendida parecida a un collage. Se supone que los modos utilizados en el canto gregoriano reflejan este uso; de acuerdo con los tratados de teoría, los modos eran más una colección de fórmulas melódicas apropiadas que un conjunto de alturas[cita requerida]. En las teorías musicales de otras culturas aparecen ideas similares; por ejemplo, la maqam de la música árabe, el raga de la música hindú, o el pathet de la música indonesia no designan meras escalas sino conjuntos de melodías y adornos apropiados[cita requerida]. La originalidad del compositor estriba en cómo combina reelabora estos materiales[cita requerida].
Independientemente de si se considera válido aplicar concepto a otras ramas del canto cristiano u otros tipos de música, su uso en relación con el canto gregoriano ha sido criticado con severidad y se han propuesto teorías opuestas. El término "centonato" no se aplica a otras categorías de composiciones construidas a partir de fragmentos preexistentes, tales como fricassée, pasticcio, popurrí y quodlibet.